# Erika Huxhold
Erika Huxhold (* 18. April 1954 in Hann. Münden) ist eine deutsche Ministerialbeamtin. Von August 2015 bis November 2017 war sie Staatssekretärin im Niedersächsischen Kultusministerium.

## Leben
Huxhold studierte von 1972 bis 1977 Politikwissenschaften und Sport für das Lehramt an Gymnasien an der Technischen Universität Hannover. Das Erste Staatsexamen legte sie 1977 an der TU Hannover, das Zweite 1981 am Staatlichen Studienseminar in Meppen ab. Von 1982 bis 1987 arbeitete sie beim Schroedel Verlag und wirkte zugleich als Dozentin in der Erwachsenenbildung.
Huxhold ist seit 1982 Mitglied der SPD. Sie war von 1988 bis 1990 Gleichstellungsbeauftragte der Stadt Syke und leitete von 1990 bis 1992 die Gleichstellungsstelle der Stadt Achim. Von 1992 bis 1995 war sie parlamentarische Referentin der SPD-Fraktion im Niedersächsischen Landtag. Von 1995 bis 1998 folgte die berufliche Station als Referatsleiterin und persönliche Referentin der Senatorin für Bildung, Wissenschaft, Kunst und Sport der Freien Hansestadt Bremen, Bringfriede Kahrs. Im Anschluss wechselte sie ins Niedersächsische Kultusministerium, wo sie bis 1999 als Referentin im Büro von Kultusministerin Renate Jürgens-Pieper und danach bis 2002 als Referatsleiterin fungierte. Von 2002 bis 2003 war sie Referatsleiterin in der Niedersächsischen Staatskanzlei, von 2003 bis 2006 Referatsleiterin im Bundesministerium des Innern und von 2006 bis 2009 Abteilungsleiterin im Bundesministerium für Arbeit und Soziales. Von 2012 bis 2015 wirkte sie als leitende Geschäftsführerin des SPD-Bezirks Hannover.
Im Januar 2015 kehrte Huxhold als Abteilungsleiterin zurück ins Niedersächsische Kultusministerium. Am 1. August 2015 wurde sie von Ministerpräsident Stephan Weil zur Staatssekretärin im Niedersächsischen Kultusministerium ernannt. Im Zuge der Kabinettsbildung des Kabinetts Weil II ging Huxhold zum 22. November 2017 in den Ruhestand. Ihre Nachfolgerin wurde Gaby Willamowius.
Erika Huxhold lebt in einer Partnerschaft und wohnt in Hannover.